# Сіхля (комуна)
Сіхля (рум. Sihlea) — комуна у повіті Вранча в Румунії. До складу комуни входять такі села (дані про населення за 2002 рік):
- Богза (1064 особи)
- Воєтін (1236 осіб)
- Кеята (674 особи)
- Сіхля (2352 особи)

Комуна розташована на відстані 143 км на північний схід від Бухареста, 22 км на південь від Фокшан, 70 км на захід від Галаца, 119 км на схід від Брашова.

## Населення
За даними перепису населення 2002 року у комуні проживали 5326 осіб.
Національний склад населення комуни:
| Національність | Кількість осіб | Відсоток |
| -------------- | -------------- | -------- |
| румуни         | 5152           | 96,7%    |
| цигани         | 172            | 3,2%     |
| угорці         | 1              | < 0,1%   |

Рідною мовою назвали:
| Мова      | Кількість осіб | Відсоток |
| --------- | -------------- | -------- |
| румунська | 5284           | 99,2%    |
| циганська | 42             | 0,8%     |

Склад населення комуни за віросповіданням:
| Релігія       | Кількість осіб | Відсоток |
| ------------- | -------------- | -------- |
| православні   | 5307           | 99,6%    |
| адвентисти    | 7              | 0,1%     |
| римо-католики | 4              | 0,1%     |
| атеїсти       | 3              | 0,1%     |
| реформати     | 2              | < 0,1%   |
| бретрени      | 1              | < 0,1%   |
| старообрядці  | 1              | < 0,1%   |